# Cadernos do Terceiro Mundo
Cadernos do Terceiro Mundo foi uma revista brasileira e latino-americana fundada em setembro de 1974 por Beatriz Bissio, Neiva Moreira e Pablo Piacentini em Buenos Aires, dedicada a cobrir notícias e processos de desenvolvimento nos países em desenvolvimento da África, Ásia, América Latina e Caribe, Oriente Médio e Oceania, então conhecidos coletivamente como Terceiro Mundo (hoje chamado de Sul Global). Mais tarde, a sede foi transferida para o Rio de Janeiro. A revista circulou até 2006, quando fechou.
Ao longo de mais de 30 anos de história, a publicação realizou coberturas sobre eventos históricos do século XX (como a descolonização da África e a redemocratização da América Latina) e entrevistou diversas lideranças mundiais. Entre as personalidades entrevistadas nas páginas da Cadernos, estiveram Nelson Mandela, Fidel Castro, Yasser Arafat, Saddam Hussein, Muammar Gaddafi, Agostinho Neto, José Eduardo dos Santos, Samora Machel, Graça Machel, Joaquim Chissano, José Ramos-Horta, Xanana Gusmão, Robert Mugabe, Julius Nyerere, Raúl Alfonsín, rei Hussein da Jordânia, Seán MacBride, Daniel Ortega, Paz Zamora, Rigoberta Menchú, Eduardo Galeano, Mário Benedetti e Mercedes Sosa.
Outros eventos cobertos foram a Guerra Civil no Líbano, os conflitos palestinos-israelenses, a revolução na Etiópia e o fórum da ONU para mulheres em Pequim em 1995.
A partir de 1975, com a independência de Angola, Moçambique, Guiné-Bissau, Cabo Verde e São Tomé e Príncipe, a Cadernos passou a cobrir os processos de emancipação política e guerra civil subsequentes, especialmente nos dois primeiros países.
O golpe de Estado na Argentina em 1976 levou os fundarores a um novo exílio. Em fevereiro de 1977, a redação da revista foi instalada no México, para onde Beatriz Bissio e Neiva Moreira se mudaram. Na capital mexicana, dividiam o escritório com o sociólogo brasileiro Herbert de Souza, o Betinho, e o cientista político Theotônio dos Santos, também brasileiros exilados. Permaneceram lá até 1980, quando se mudaram para o Brasil.
A Cadernos chegou a ter uma edição em espanhol e outra em inglês. Ao todo, no início dos anos 80, as edições chegaram a somar uma tiragem de 120 mil exemplares, que circulavam por 67 países.
Para gerenciar a publicação no Brasil, foi constituída a Editora Terceiro Mundo, que também publicou a Revista do Mercosul (bilíngue em português e espanhol, lançada em 1992) e Ecologia e Desenvolvimento, além dos anuários Guia do Terceiro Mundo e Almanaque Brasil. Depois do fechamento, a editora foi desfeita e seu trabalho, herdado pelo Espaço Cultural Diálogos do Sul, que promove cursos na área de comunicação e desenvolvimento e mantém o portal jornalístico Diálogos do Sul.
Em maio de 2000, o acervo material da revista foi doado para o Arquivo Público do Estado do Rio de Janeiro. Em 2009, o Laboratório de Pesquisa e Práticas de Ensino (LPPE) da Universidade do Estado do Rio de Janeiro lançou um CD-ROM com a versão digitalizada de parte do acervo.